# Campionati europei di ciclismo su pista - Scratch femminile
Lo scratch femminile è uno degli eventi inseriti nel programma dei campionati europei di ciclismo su pista. Si corre dall'edizione 2014.

## Albo d'oro
Aggiornato all'edizione 2025.
| Anno | Vincitrice         | Secondo             | Terzo              |
| ---- | ------------------ | ------------------- | ------------------ |
| 2014 | Evgenija Romanjuta | Laurie Berthon      | Elena Cecchini     |
| 2015 | Laura Trott        | Kirsten Wild        | Roxane Fournier    |
| 2016 | Aušrinė Trebaitė   | Elinor Barker       | Kirsten Wild       |
| 2017 | Trine Schmidt      | Evgenija Augustinas | Tetyana Klimchenko |
| 2018 | Kirsten Wild       | Emily Kay           | Jolien D'Hoore     |
| 2019 | Emily Nelson       | Shannon McCurley    | Maria Martins      |
| 2020 | Martina Fidanza    | Hanna Tserakh       | Tetyana Klimchenko |
| 2021 | Katie Archibald    | Valentine Fortin    | Daria Pikulik      |
| 2022 | Anita Stenberg     | Jessica Roberts     | Nikola Wielowska   |
| 2023 | Maria Martins      | Eukene Larrarte     | Daria Pikulik      |
| 2024 | Clara Copponi      | Lani Wittevrongel   | Martina Fidanza    |
| 2025 | Martina Fidanza    | Lorena Wiebes       | Maria Martins      |

## Medagliere
| Pos.   | Paese         | Oro | Argento | Bronzo | Totale |
| ------ | ------------- | --- | ------- | ------ | ------ |
| 1      | Gran Bretagna | 3   | 3       | 0      | 6      |
| 2      | Italia        | 2   | 0       | 2      | 4      |
| 3      | Francia       | 1   | 2       | 1      | 4      |
| 3      | Paesi Bassi   | 1   | 2       | 1      | 4      |
| 5      | Russia        | 1   | 1       | 0      | 2      |
| 6      | Portogallo    | 1   | 0       | 2      | 3      |
| 7      | Lituania      | 1   | 0       | 0      | 1      |
| 7      | Danimarca     | 1   | 0       | 0      | 1      |
| 7      | Norvegia      | 1   | 0       | 0      | 1      |
| 10     | Belgio        | 0   | 1       | 1      | 1      |
| 11     | Irlanda       | 0   | 1       | 0      | 1      |
| 11     | Spagna        | 0   | 1       | 0      | 1      |
| 11     | Bielorussia   | 0   | 1       | 0      | 1      |
| 14     | Polonia       | 0   | 0       | 3      | 3      |
| 10     | Ucraina       | 0   | 0       | 2      | 2      |
| Totale | Totale        | 12  | 12      | 12     | 36     |

| Pos. | Atleta              | Oro | Argento | Bronzo | Totale |
| ---- | ------------------- | --- | ------- | ------ | ------ |
| 1    | Martina Fidanza     | 2   | 0       | 1      | 3      |
| 2    | Kirsten Wild        | 1   | 1       | 1      | 3      |
| 3    | Evgenija Augustinas | 1   | 1       | 0      | 2      |
| 4    | Maria Martins       | 1   | 0       | 2      | 2      |
| 5    | Laura Trott         | 1   | 0       | 0      | 1      |
| 5    | Aušrinė Trebaitė    | 1   | 0       | 0      | 1      |
| 5    | Trine Schmidt       | 1   | 0       | 0      | 1      |
| 5    | Emily Nelson        | 1   | 0       | 0      | 1      |
| 5    | Katie Archibald     | 1   | 0       | 0      | 1      |
| 5    | Anita Stenberg      | 1   | 0       | 0      | 1      |
| 5    | Clara Copponi       | 1   | 0       | 0      | 1      |